# Ngozi Okonjo-Iweala

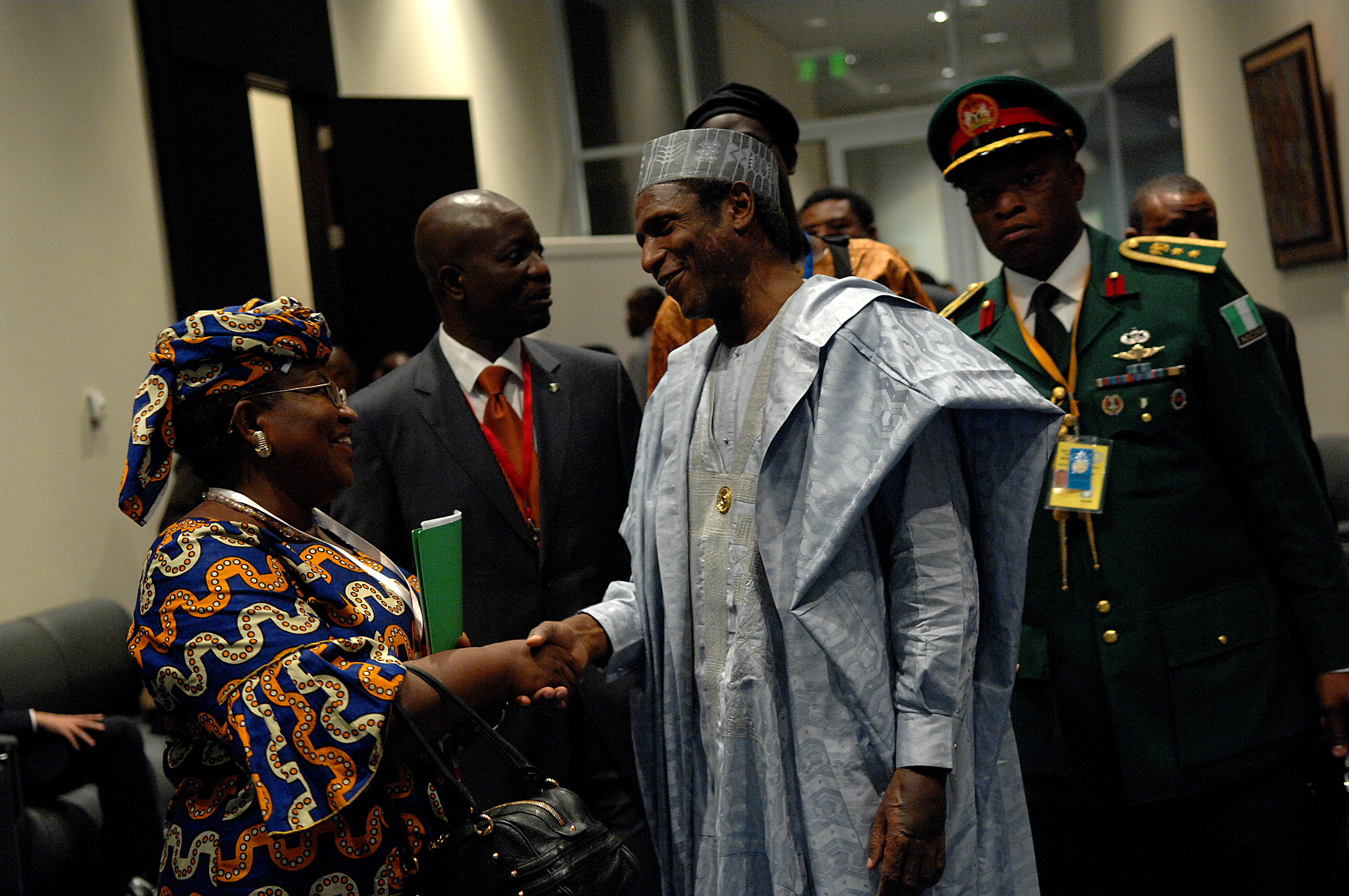
Ngozi Okonjo-Iweala podczas spotkania z prezydentem Nigerii Umaru Yar’Aduą

Ngozi Okonjo-Iweala (ur. 13 czerwca 1954 w Ogwashi-Uku) – nigeryjska ekonomistka, polityk i przedsiębiorca, minister finansów Nigerii w latach 2003–2006 i 2011–2015, ekonomistka Banku Światowego, od 2021 dyrektorka generalna Światowej Organizacji Handlu.  

## Życiorys

### Wczesne życie
Okonjo-Iweala urodziła się w Ogwashi Uku w stanie Delta w Nigerii. Jej ojciec był profesorem nauk matematycznych i wykładał matematykę i statystykę na uczelniach w Londynie, Erlangen i w Kolonii. Należał do rodziny królewskiej rodu Obahai. Zmarł w wieku 91 lat w 2019 roku.
Ngozi Okonjo-Iweala uczęszczała do Queen's School w Enugu, St. Anne’s School w Molete oraz w International School w Ibadanie. W 1973 roku wyjechała jako nastolatka do USA, by studiować na Uniwersytecie Harvarda i ukończyła tamże ekonomię w 1976 roku. W 1981 roku uzyskała stopień doktora nauk ekonomicznych na Massachusetts Institute of Technology broniąc pracy pt. Polityka kredytowa, wiejskie rynki finansowe i rozwój rolnictwa w Nigerii. Otrzymała stypendium międzynarodowe od American Association of University Women, które wspierało jej studia doktorskie. 
Wyszła za mąż za dr. Ikembę Iweala, neurochirurga, z którym ma czworo dzieci – córkę Onyinye oraz synów Uzodinma, Okechukwu i Uchechi – które również ukończyły Harvard.

### Kariera światowa

#### Bank Światowy
Przez 25 lat pracowała w Banku Światowym w Waszyngtonie jako ekonomista ds. rozwoju. Przewodziła kilku inicjatywom Banku Światowego, aby pomóc krajom o niskich dochodach w latach 2008–2009 w kryzysach żywnościowych i podczas kryzysu finansowego. W 2010 roku była przewodniczącą Międzynarodowego Stowarzyszenia Rozwoju oraz wicedyrektorem do spraw operacyjnych. Podczas pracy w Banku Światowym była również członkiem Komisji ds. Skutecznej Współpracy Rozwojowej z Afryką, utworzonej przez premiera Danii Andersa Fogh Rasmussena.  
W 2012 roku była kandydatką na prezesa Banku Światowego, przegrywając w głosowaniu z dotychczasowym prezesem Jim Yong Kimem.

#### I kadencja jako minister
Okonjo-Iweala była dwukrotnie ministrem finansów Nigerii, pełniła także obowiązki ministra spraw zagranicznych. Była pierwszą kobietą, która objęła te pozycje. Podczas swojej pierwszej kadencji jako minister finansów pod rządami prezydenta Olusẹguna Ọbasanjọ przewodziła negocjacjom z paryskimi wierzycielami, które doprowadziły do zlikwidowania 30 mld dolarów długu Nigerii, w tym całkowitego umorzenia 18 miliardów dolarów. W 2003 roku kierowała staraniami na rzecz poprawy zarządzania makroekonomicznego w Nigerii.

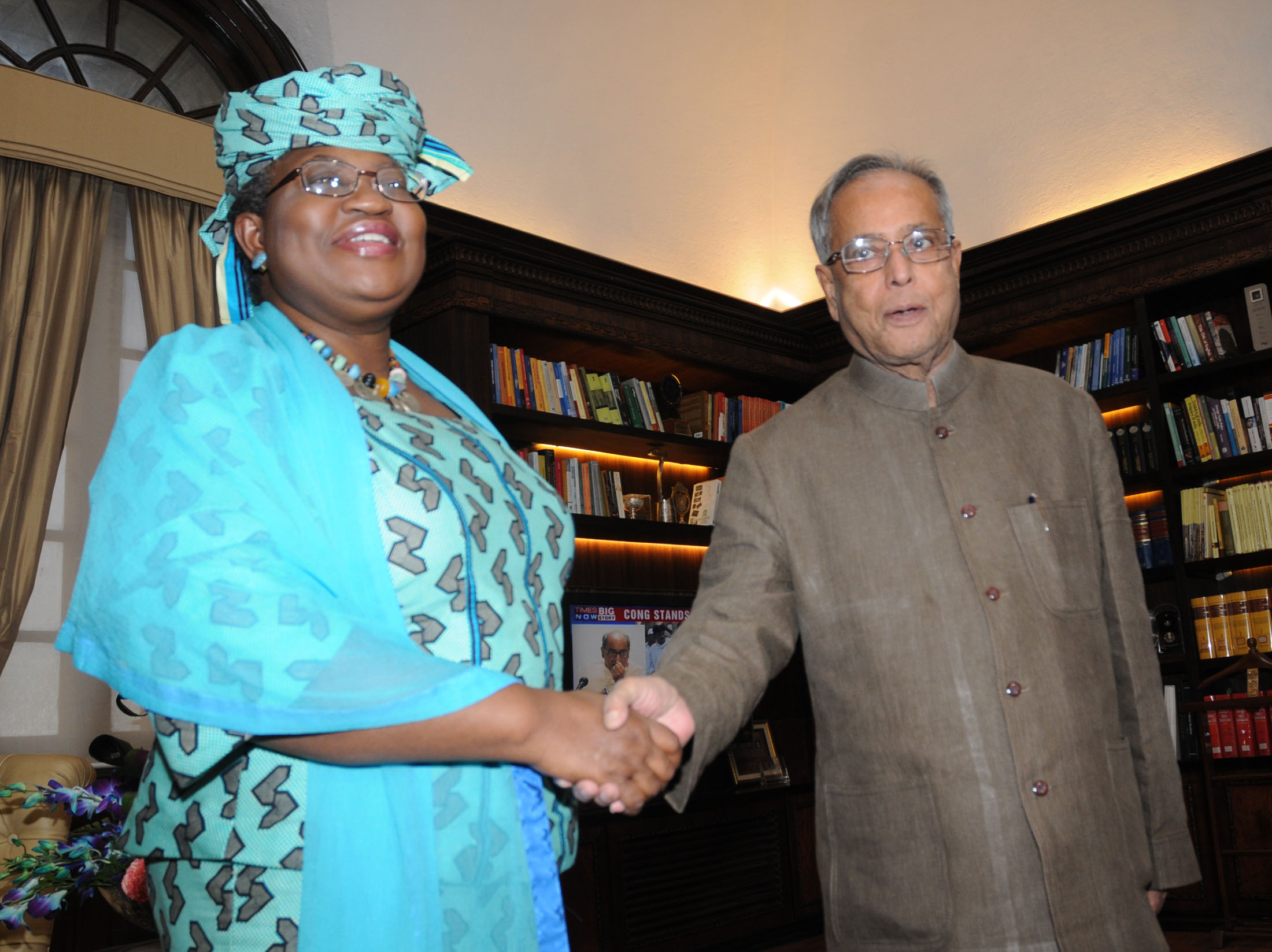
Okonjo-Iweala jako Wicedyrektor Banku Światowego i minister finansów Indii Shri Pranab Mukherjee podczas spotkania w New Delhi (2011)

Wprowadziła także praktykę publikowania w gazetach miesięcznych raportów finansowych każdego stanu Nigerii. Działania te przyczyniły się do zwiększenia przejrzystości zarządzania. Przy wsparciu Banku Światowego i Międzynarodowego Funduszu Walutowego pomogła zbudować rządowy, zintegrowany system zarządzania finansami oraz zintegrowany system informacji o płacach i personelu pomagający ograniczyć korupcję. Uważa się, iż dzięki tym działaniom budżet Nigerii został wzbogacony o ok. 1,25 mld dolarów.  
Przyczyniła się także do uzyskania przez Nigerię pierwszego w historii suwerennego ratingu kredytowego w 2006 roku. Po swojej pierwszej kadencji jako minister finansów wróciła do Banku Światowego jako dyrektor zarządzający. 

#### II kadencja jako minister
W 2011 roku Okonjo-Iweala została ponownie powołana przez prezydenta Goodlucka Jonathana na stanowisko Ministra Finansów Nigerii, pełniąc też funkcję Ministra Gospodarki. Jej osiągnięcia w tej kadencji to m.in.: wzmocnienie publicznych systemów finansowych Nigerii i rozbudowa sektora mieszkaniowego. Wsparła także kobiety i młodzież Nigerii programem „Growing Girls and Women in Nigeria”, polegający na dostosowaniu systemu płac do wieku i płci oraz wysoko ceniony program wspierający przedsiębiorców, którzy stworzyli tysiące miejsc pracy. Umożliwiło to także stworzenie warunków do kształcenia zawodowego młodzieży i przygotowaniu ich do dorosłego życia. Program ten został oceniony przez Bank Światowy jako jeden z najskuteczniejszych programów tego typu na świecie.  
Pod jej kierownictwem Krajowe Biuro Statystyki przeprowadziło ponowne obliczenie produktu krajowego brutto. Uważa się, że dzięki jej działaniom Nigeria stała się krajem o największej gospodarce w Afryce. 

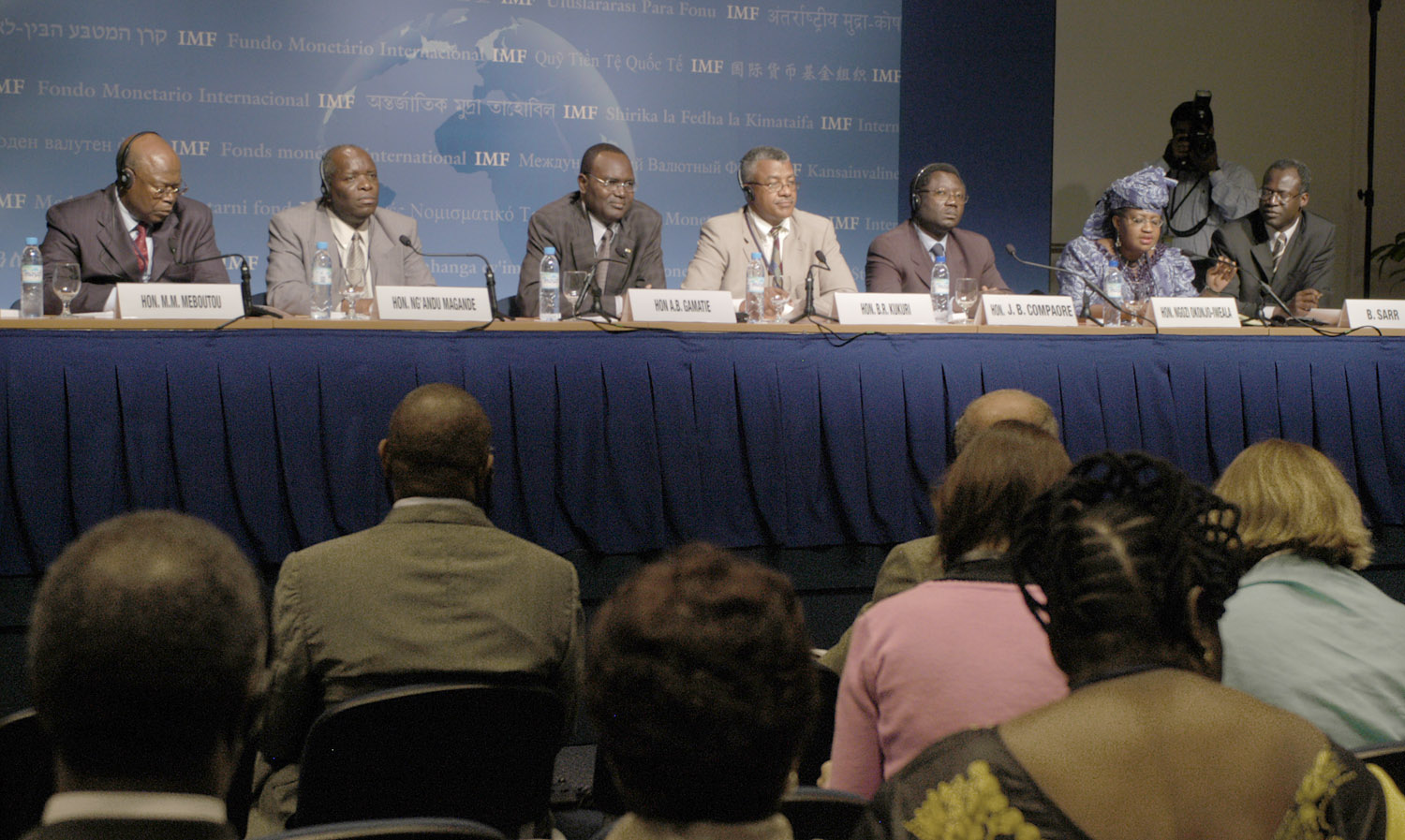
Okonjo-Iweala podczas briefingu prasowego Ministerstwa Finansów (2003)

#### Pozostałe przedsięwzięcia
We wrześniu 2015 roku dołączyła do firmy Lazard jako starszy doradca, a w styczniu 2016 roku została mianowana przewodniczącą Global Alliance for Vaccines and Immunization (organizacji zajmującej się szczepieniami). Do 2019 roku dzięki GAVI zaszczepiono ponad 580 milionów dzieci na całym świecie.
Jest współprzewodniczącą Globalnej Komisji ds. Gospodarki i Klimatu z Nicholasem Sternem i Paulem Polmanem. W lipcu 2017 roku została dyrektorem brytyjskiego banku Standard Chartered PLC. 
19 lipca 2018 roku Jack Dorsey ogłosił, że Okonjo-Iweala dołączyła do zarządu Twittera. Obecnie przewodniczy również African Risk Capacity, agencji Unii Afrykańskiej zajmującej się pomocą państwom członkowskim w przygotowaniu się na ekstremalne zdarzenia pogodowe i klęski żywiołowe. 
Od 31 marca 2021 roku pełni funkcję dyrektorki generalnej Światowej Organizacji Handlu. 

## Wyróżnienia i nagrody
Okonjo-Iweala otrzymała wiele wyróżnień i nagród. Została wymieniona w rankingach 50 największych światowych liderów w 2015 roku (wg magazynu „Fortune”), 100 najbardziej wpływowych osób na świecie (wg „Time” w 2014 roku), 100 najbardziej wpływowych kobiet na świecie („Forbes”, w latach 2011, 2012, 2013 i 2014), 3 najbardziej wpływowych kobiet w Afryce („Forbes”, 2012 rok), 150 najważniejszych kobiet na świecie (wg „Newsweek”, 2011 rok), 100 inspirujących osób na świecie dla dziewcząt i kobiet (wg „Women Deliver”, 2011).
Otrzymała także m.in.: Nagrodę Davida Rockefellera i złoty medal prezydenta Republiki Włoskiej, oraz honorowe stopnie naukowe na 14 uniwersytetach na całym świecie, m.in.: Uniwersytecie Pensylwanii, Yale, Uniwersytecie Browna i Northern Caribbean University na Jamajce oraz Uniwersytetu Telawiwskiego.
W 2019 roku Okonjo-Iweala została członkiem honorowym Amerykańskiej Akademii Sztuk i Nauk.